# Giacomo Nizzolo
Giacomo Nizzolo (Milà, 30 de gener de 1989) és un ciclista italià, professional des del 2011. Actualment corre a l'equip Q36.5 Pro Cycling Team.
Bon esprintador, en el seu palmarès destaca la victòria al Tour de Valònia del 2012 i una etapa de l'Eneco Tour del mateix any. El 2016 aconseguí el Campionat nacional en ruta.

## Palmarès
- 2009
  - 1r al Trofeu Papà Cervi
  - 1r a la Copa Ciutat de Melzo
- 2011
  - Vencedor d'una etapa de la Volta a Baviera
- 2012
  - 1r al Tour de Valònia i vencedor d'una etapa i 1r de la classificació dels joves
  - Vencedor d'una etapa de l'Eneco Tour i 1r de la classificació per punts
  - Vencedor d'una etapa del Tour de Poitou-Charentes
- 2013
  - Vencedor de 2 etapes de la Volta a Luxemburg i classificació per punts
- 2014
  - Vencedor d'una etapa del Tour de San Luis
  - Vencedor d'una etapa del Tour de Valònia
- 2015
  - 1r al Gran Premi Nobili Rubinetterie
  -  1r a la Classificació per punts del Giro d'Itàlia
- 2016
  -  Campionat d'Itàlia en ruta
  - 1r al Gran Premi del cantó d'Argòvia
  - 1r a la Copa Bernocchi
  - 1r al Giro del Piemont
  - Vencedor de 2 etapes al Tour de Croàcia
  - Vencedor d'una etapa a l'Abu Dhabi Tour
  -  1r a la Classificació per punts del Giro d'Itàlia
- 2018
  - Vencedor d'una etapa a la Volta a San Juan
- 2019
  - Vencedor d'una etapa al Tour d'Oman
  - Vencedor d'una etapa a la Volta a Eslovènia
  - Vencedor d'una etapa a la Volta a Burgos
- 2020
  -  Campió d'Europa en Ruta
  - Vencedor d'una etapa al Tour Down Under
  - Vencedor d'una etapa a la París-Niça
- 2021
  - 1r a la Clàssica d'Almeria
  - 1r al Circuit de Getxo
  - Vencedor d'una etapa al Giro d'Itàlia
- 2022
  - Vencedor d'una etapa a la Volta a Castella i Lleó
- 2023
  - 1r a la Tro Bro Leon

- 2024
  - Vencedor d'una etapa al Sibiu Cycling Tour

### Resultats al Giro d'Itàlia
- 2012. 130è de la classificació general
- 2013. 130è de la classificació general
- 2014. 141è de la classificació general
- 2015. 137è de la classificació general.  1r a la Classificació per punts
- 2016. 110è de la classificació general.  1r a la Classificació per punts
- 2017. No surt (11a etapa)
- 2019. No surt (13a etapa)
- 2021. No surt (15a etapa). Vencedor d'una etapa
- 2022. No surt (14a etapa)

### Resultats a la Volta a Espanya
- 2018. 140è de la classificació general

### Resultats al Tour de França
- 2019. Abandona (12a etapa)
- 2020. Abandona (8a etapa)